# ナンシー・ウォーカー
ナンシー・ウォーカー（Nancy Walker, 1922年5月10日 - 1992年3月25日）は、アメリカ合衆国の女優、映画監督である。

## 来歴
1922年にペンシルバニア州フィラデルフィアに生まれる。父親のDewey Bartoは、ヴォードヴィリアンだった。その関係から幼いころから芸能に携わる一方、地方を転々とする生活を送る。1941年に『Best Foot Forward』という作品でブロードウェイデビュー。同作品は1943年に映画化され、ウォーカーもそれに出演。それが映画デビューとなった。その同年には、ミッキー・ルーニー、ジュディ・ガーランドら主演でミュージカル舞台『クレイジー・フォー・ユー』の映画版『ガール・クレイジー』へも出演。しばらく下積み生活が続いた後、1956年に出演した『Phoenix '55』と1960年のミュージカル舞台『ド・レ・ミ』においてトニー賞にノミネート。彼女が出演したミュージカルナンバーのいくつかは、レコード化もされた。舞台で活躍すると同時に、ドライでインパクトのある個性を活かしテレビや映画などへの出演も徐々に増えていき、様々なテレビドラマやシットコムに出演。1970年代に入るとジェームズ・L・ブルックスが手掛けた『Rhoda』やロック・ハドソン主演のドラマ『署長マクミラン』などの人気シリーズへも出演し、同作品ではエミー賞にノミネートされた。その他、これまでゴールデン・グローブ賞には4度ノミネートされ、エミー賞にも7回ノミネートされている。
1976年には、短い放送期間ではあったが自身の冠番組『The Nancy Walker Show』がアメリカン・ブロードキャスティング・カンパニーにより制作された。映画では特にピーター・フォーク、マギー・スミス、アレック・ギネス、トルーマン・カポーティら豪華出演者が揃うコメディ『名探偵登場』での難聴のメイド役でも知られている。女優としての活躍だけにとどまらず、1980年には、ロックバンドのヴィレッジ・ピープルの誕生からデビューまでを描いたミュージカル『ミュージック・ミュージック』を監督した。当時若手だったスティーヴ・グッテンバーグやヴァレリー・ペリンらを出演者に据えた映画だったが、第1回ゴールデンラズベリー賞に7部門でノミネートされてしまった。しかし、オーストラリアではそこそこ成功を収めたほか、現在ではカルト映画としてにわかに人気を博している。

### 私生活
これまで二度の結婚歴があり、二度目に結婚したDavid Craigは、音楽劇の講師だった。二人は一人娘（ミランダ）を設けており、彼女はコピーライターとして活躍していたが2000年に他界している。1992年にウォーカー自身、肺癌を患ってロサンゼルスの自宅で他界した。69歳だった。

## 出演作品

### 映画
- Best Foot Forward (1943)
- ガール・クレイジー Girl Crazy  (1943)
- ブロードウェイ・リズム Broadway Rhythm (1944)
- Lucky Me (1954)
- The World of Sholom Aleichem (1959) ※テレビ映画
- Decisions! Decisions! (1971)
- Keep the Faith (1972)
- Stand Up and Be Counted (1972)
- Every Man Needs One (1972) ※テレビ映画
- 史上最大のスーパー・チャンピオン The World's Greatest Athlete (1973)
- エーゲ海の旅情 40 Carats (1973)
- Thursday's Game (1974)
- Death Scream (1975)
- 名犬ウォン・トン・トン Won Ton Ton: The Dog Who Saved Hollywood (1976)
- 名探偵登場 Murder by Death (1976)

### テレビドラマ
- Musical Comedy Time (1950)
- The Red Skelton Show (1955 - 1958)
- Max Liebman Spectaculars (1956)
- Playwrights '56 (1956)
- Play of the Week (1959 - 1960)
- The Tab Hunter Show (1960)
- Mary Tyler Moore (1970, 1973)
- Family Affair (1970 - 1971)
- 署長マクミラン McMillan & Wife (1971 - 1976)
- Love, American Style (1971 - 1972)
- Bridget Loves Bernie (1972)
- The Partridge Family (1973)
- Rhoda (1974 - 1978)
- ハッピーデイズ Happy Days (1977)
- Blansky's Beauties (1977)
- ファンタジー・アイランド Fantasy Island (1978)
- ラブ・ボート The Love Boat (1979, 1981, 1982)
- Dr.トラッパー/ サンフランシスコ病院物語 Trapper John, M.D. (1982)
- 私立探偵ハリー Crazy Like a Fox (1986)
- Mama's Boy (1987 - 1988)
- True Colors (1990 - 1992)
- 新・刑事コロンボ/ 『華麗なる罠』 Columbo (1990)

### テレビ番組
- The Nancy Walker Show (1976 - 1977)

### 監督
- ミュージック・ミュージック Can't Stop the Music (1980)